# Gerusalemme celeste

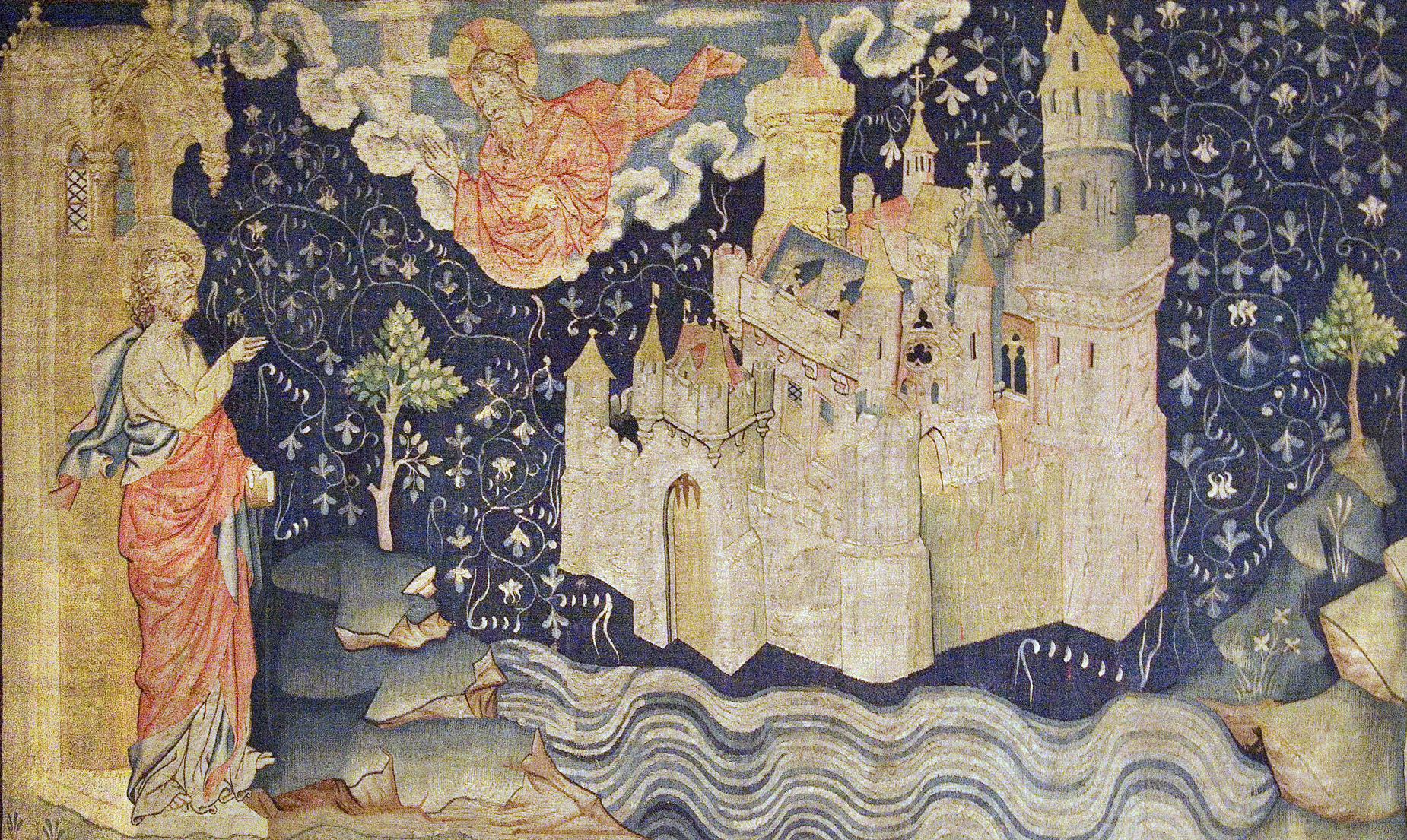
Gerusalemme Celeste, Arazzo dell'Apocalisse, Castello di Angers, Francia.

Il concetto della Gerusalemme Celeste è presente nell'Ebraismo sin dai tempi dei Patriarchi del popolo d'Israele: l'evento della scala su cui degli angeli salivano e scendevano, vista in sogno da Giacobbe, ne è l'esempio più significativo e questo anche con riferimento ai commenti sulla Merkavah e a quelli a essa correlati, sebbene si tratti di due visioni profetiche differenti. Dopo il sogno in cui Dio gli parlò e lo benedisse, lo stesso Giacobbe chiamò Porta del Cielo quel luogo della rivelazione: si trattava di Sion. Sion è legata alla Gerusalemme Celeste in un legame indissolubile e rappresenta l'aspetto corrispettivo della Gerusalemme Terrena.
Nel Taanit (5a), trattato del Talmud, se ne fa riferimento parlando della sua santità nonché del fatto che, metaforicamente, Dio non entra nella Gerusalemme Superna prima di essere entrato in quella terrena; nella stessa parte del Talmud si pone la domanda: Esiste davvero una Gerusalemme Superna? Come è scritto: "La Gerusalemme ricostruita sarà come la città unita ad essa" che Rashi interpreta dicendo: Dov'è quest'altra Gerusalemme se non nei Cieli?
Anche lo Zohar vi fa riferimento nello Shelach, commento alla Parashah. Nell'era messianica, la santità del Mondo sarà come quella della Terra d'Israele e quella di quest'ultima sarà come quella della Gerusalemme Celeste. Anche nella Chassidut il Rebbe Nachman di Breslov spiega che il Regno della Santità "soverchierà" il male, soprattutto grazie alle preghiere ed alle suppliche del Mashiach, sue "armi" (v. Onkelos e Rashi) principali (Likutey Moharan, Lezione 1 - 6).
Come la Terra d'Israele è fonte di santità e benedizione per il Mondo, così è Gerusalemme per tutta la Terra d'Israele e Sion, nel luogo del Tempio di Gerusalemme, per Gerusalemme; questo concetto, e il legame tra le due Gerusalemme, rispecchiano anche il principio d'emanazione riferito al rapporto tra Mondo Superiore e Mondo Inferiore; si ritiene infatti che il terzo Tempio di Gerusalemme sarà collegato direttamente con il Tempio Celeste di Gerusalemme rappresentato dall'angelo Metatron e nella totalità della Merkavah, il Carro celeste.
Questa idea è molto simile a quella che esprime la corrispondenza tra il Gan Eden, dove le anime degli individui giungono dopo la morte, e il Giardino dell'Eden del mondo terreno, quello dove furono creati  Adamo ed Eva e da cui poi furono scacciati per aver commesso il peccato originale.
L'ultimo libro del Nuovo Testamento, l'Apocalisse di Giovanni (21, 1 - 22,15), contiene la prospettiva finale della storia della salvezza e descrive la Gerusalemme celeste. Alla formazione dell'immagine della Gerusalemme celeste apocalittica contribuirono  racconti di contenuto escatologico e messianico sia del Vecchio Testamento (Libro di Ezechiele 40-48; libro di Isaia 54; 60; 66), sia del Nuovo Testamento (lettera ai Galati 4, 24-26; lettera agli Ebrei 12, 2-24). La Gerusalemme celeste giovannea è splendida "come una gemma preziosissima, come pietra di diaspro cristallino". "È cinta da grandi e alte mura con dodici porte: sopra queste porte stanno dodici angeli e nomi scritti, i nomi delle dodici tribù dei figli d'Israele".  "Le mura della città  poggiano su dodici basamenti, sopra i quali sono i nomi dei dodici apostoli dell'Agnello". La città ha la forma di un quadrato e "le mura sono costruite con diaspro e la città è di oro puro, simile a terso cristallo. I basamenti delle mura della città sono adorni di ogni specie di pietre preziose".